# Korciv, Sokal
Korciv (în ucraineană Корчів) este localitatea de reședință a comunei Korciv din raionul Sokal, regiunea Liov, Ucraina.

## Demografie
Componența lingvistică a localității Korciv
     Ucraineană (99,78%)
     Alte limbi (0,22%)
Conform recensământului din 2001, majoritatea populației localității Korciv era vorbitoare de ucraineană (99,78%), existând în minoritate și vorbitori de alte limbi.